# Hjalmar Branting
Karl Hjalmar Branting (Stockholm, 23 november 1860 - aldaar, 24 februari 1925) was een Zweeds politicus en Nobelprijswinnaar. Hij was van 1907 tot 1925 leider van de Sociaaldemocraten van Zweden, en tussen 1920 en 1925 gedurende drie tijdsperiodes premier van Zweden. In 1921 won hij samen met Christian Lous Lange de Nobelprijs voor de Vrede.

## Biografie
Branting volgde een opleiding wiskundige astronomie. Hij was assistent bij het Stockholm Observatorium, maar stopte in 1884 met wetenschappelijk werk om journalist te worden. Hij begon in 1886 te schrijven voor de krant Social-Demokraten, samen met August Palm. Zo kwam hij bij de Sociaaldemocraten van Zweden terecht. Vanaf 1896 was hij hun eerste lid van het parlement.
Branting leidde in 1905 de Sociaal Democraten in een protest tegen een oorlog om zo Noorwegen verenigd te houden met Zweden. Onder zijn bevel organiseerden de Sociaal Democraten een grootse staking en verzet tegen het oproepen van reservisten voor het leger.
Branting steunde de Februarirevolutie in Rusland in 1917. Hij was pro-mensjewiek en verdedigde de legitimiteit van Kerenski
Toen de Oktoberrevolutie uitbrak in 1917, ontstond er een breuk in de Sociaal Democratische partij. Branting veroordeelde de Bolsjewiekse machtsgreep, iets waar niet alle Sociaal Democraten het mee eens waren. Een fractie van meer revolutionaire socialisten splitsten zich af van de gematigdere sociaaldemocraten. Zij vormden onder leiding van Zeth Höglund de Zweedse sociaaldemocratische linkse partij, dat later de Zweedse communistische partij zou worden. De communistische partij van Zweden werd vanaf 1990 Vänsterpartiet.
Toen Branting in 1920 voor het eerst werd verkozen tot premier, was hij niet alleen de eerste Zweedse premier die de positie kreeg middels verkiezingen, maar ook de eerste socialistische premier in Europa die op deze manier aan de macht kwam. Als premier maakte hij Zweden lid van de Volkenbond, en diende zelf als afgevaardigde binnen deze bond. Voor dit werk in de volkenbond kreeg hij de Nobelprijs voor de Vrede.
Van 10 maart tot 27 oktober 1920 was de eerste ambtstermijn van Branting als premier en daarvoor was hij in 1917 voor korte tijd minister van Financiën. Van 13 oktober 1921 tot 19 april 1923 was hij een tweede maal premier en was tegelijkertijd minister van Buitenlandse Zaken. Van 19 oktober 1924 tot 24 januari 1925 leidde hij zijn derde en eveneens laatste regering.

## Herinnering
Branting wordt vandaag de dag herinnerd met het Brantingmonument in Stockholm. In Göteborg zijn er tram- en busstations naar hem vernoemd.